# انصاریه
انصاریه یا حمیدیه نام روستایی از توابع بخش انابد شهرستان بردسکن در استان خراسان رضوی است. این روستا در دهستان صحرا قرار دارد و براساس سرشماری سال ۱۳۸۵ جمعیت آن ۱۷ نفر (۵ خانوار) است.